# Phoneyusa lesserti
Phoneyusa lesserti är en spindelart som beskrevs av Dresco 1973. Phoneyusa lesserti ingår i släktet Phoneyusa och familjen fågelspindlar. Inga underarter finns listade i Catalogue of Life.